# Albert Louis Valentin Taviel
Albert Louis Valentin Taviel, né le 17 juin 1767 à Saint-Omer et mort le 17 novembre 1831 à Paris, est un général français de la Révolution et de l’Empire.
Il est le fils d’Albert-Gabriel-Valentin Taviel, écuyer, seigneur d'Upen d'Aval (sur Delettes), capitaine au corps royal d'artillerie, chevalier de Saint-Louis, et d’Agnès-Charlotte Ballart d'Invilliers.

## Biographie
Il entre en service le 1er septembre 1783 comme élève à l’école d’artillerie de Metz, et il en sort le 1er septembre 1784, avec le grade de lieutenant, pour servir au régiment d'artillerie de Grenoble. Il devient capitaine le 22 août 1791, et il sert à l’armée des Alpes en 1792, puis en Corse en 1793. Le 20 janvier 1794 il reçoit son brevet de chef de bataillon, sous-directeur d’artillerie à Bastia, et le 23 septembre suivant, il est envoyé à l’armée du Nord, où il assiste aux sièges de Crèvecœur et de Bois-le-Duc. Il est nommé chef de brigade le 14 octobre 1794, et le 20 mai 1795 il prend le commandement de l’artillerie à Saint-Omer, avant d’être affecté en 1796 à l’armée de Rhin-et-Moselle. Le 18 octobre 1798 il est nommé commandant en chef de l'artillerie de l’armée d’Helvétie, et c’est en cette qualité qu’il dirige les travaux préparatoires pour le passage du Rhin.
En 1799 il passe à l’armée du Danube, où il commande successivement l’artillerie de l’aile droite, puis celle de l’aile gauche de cette armée. Le 15 mai 1800, il rejoint l’armée de réserve puis l’armée d’Italie, comme commandant en second des équipages de siège, puis le 30 avril 1801, il est nommé directeur du parc d’artillerie de l’armée d’Italie puis colonel commandant du 4e régiment d'artillerie à cheval. Le 8 septembre 1803 il devient directeur du parc d’artillerie à Saint-Omer, et il est fait chevalier de la Légion d’honneur le 11 décembre 1803, puis officier de l’ordre le 14 juin 1804. Il est promu général de brigade le 1er février 1805, et le 24 août, il commande l’artillerie du 4e corps d’armée du maréchal Soult. Le 28 août 1805 il prend le commandement de l’artillerie du camp de Boulogne, et le 16 octobre 1807 il rejoint le corps d’observation de la Gironde, comme commandant de l’artillerie. Il fait les campagnes de Portugal en 1807 et 1808, puis celles de la Catalogne de 1809 à 1811. Le 15 février 1809 il commande l’artillerie du 7e corps, et du 4 juin au 10 décembre 1809 il participe au siège de Gérone.
Il est créé baron de l’Empire le 13 mars 1811, et il est élevé au grade de général de division le 21 juillet 1811. En août, au siège de Figuières, il dirige de concert avec le général Lenoury, la construction des batteries d’attaque, dont certaines à moins de 300 toises de la place. Le 12 juin 1812 il prend le commandement de l’artillerie du 10e corps de la Grande Armée, et le 23 juin il est au siège de Magdebourg. Le 23 août suivant il commande l’artillerie à Gdańsk, et le 13 mars 1813 il passe au corps d’observation de l’Italie. Il est fait commandeur de la Légion d’honneur le 25 novembre 1813. En 1814 il est chargé d’organiser à Metz le matériel de l’artillerie du 4e corps d’armée. Il ne prend aucune part dans les événements politiques de 1814, et il est nommé grand officier de la Légion d’honneur le 17 janvier 1815 par le roi Louis XVIII.
Pendant les Cent-Jours, il reçoit l’ordre le 29 mars 1815 de se rendre à Douai pour y prendre le commandement en chef de l’artillerie de la 16e division militaire, puis le 3 avril suivant celui des 6e et 18e division militaire. Le 6 mai 1815 il assume les mêmes fonctions au corps d’observation du Jura, et il participe à la défense de Belfort. Lors de la seconde Restauration, le roi Louis XVIII lui conserve sa confiance, et le nomme le 10 février 1816 inspecteur général et membre du comité central de l’artillerie. Le 27 avril 1817 il est chargé par le ministre de la guerre de l’inspection générale du personnel et du matériel de l’artillerie compris dans l’arrondissement des Alpes et de la Corse. Membre du comité consultatif de l’artillerie le 30 décembre 1820, il est mis en disponibilité le 16 mars 1822. Il est admis à la retraite le 1er janvier 1825, et en 1831, il est placé dans le cadre de réserve. 
Il meurt le 17 novembre 1831, à Paris. Il est inhumé au cimetière de Montmartre, 21e division, avenue Berlioz, il repose avec son épouse Claire-Sophie Hennet de Lambresson et les parents de son épouse, le colonel d'artillerie Jean-Thomas-Laurence Hennet de Lambresson, et Marguerite de Monthieu (Marguerite Carrier de Montieu), et sa fille Virginie Taviel, morte le 11 avril 1832.

## Hommages

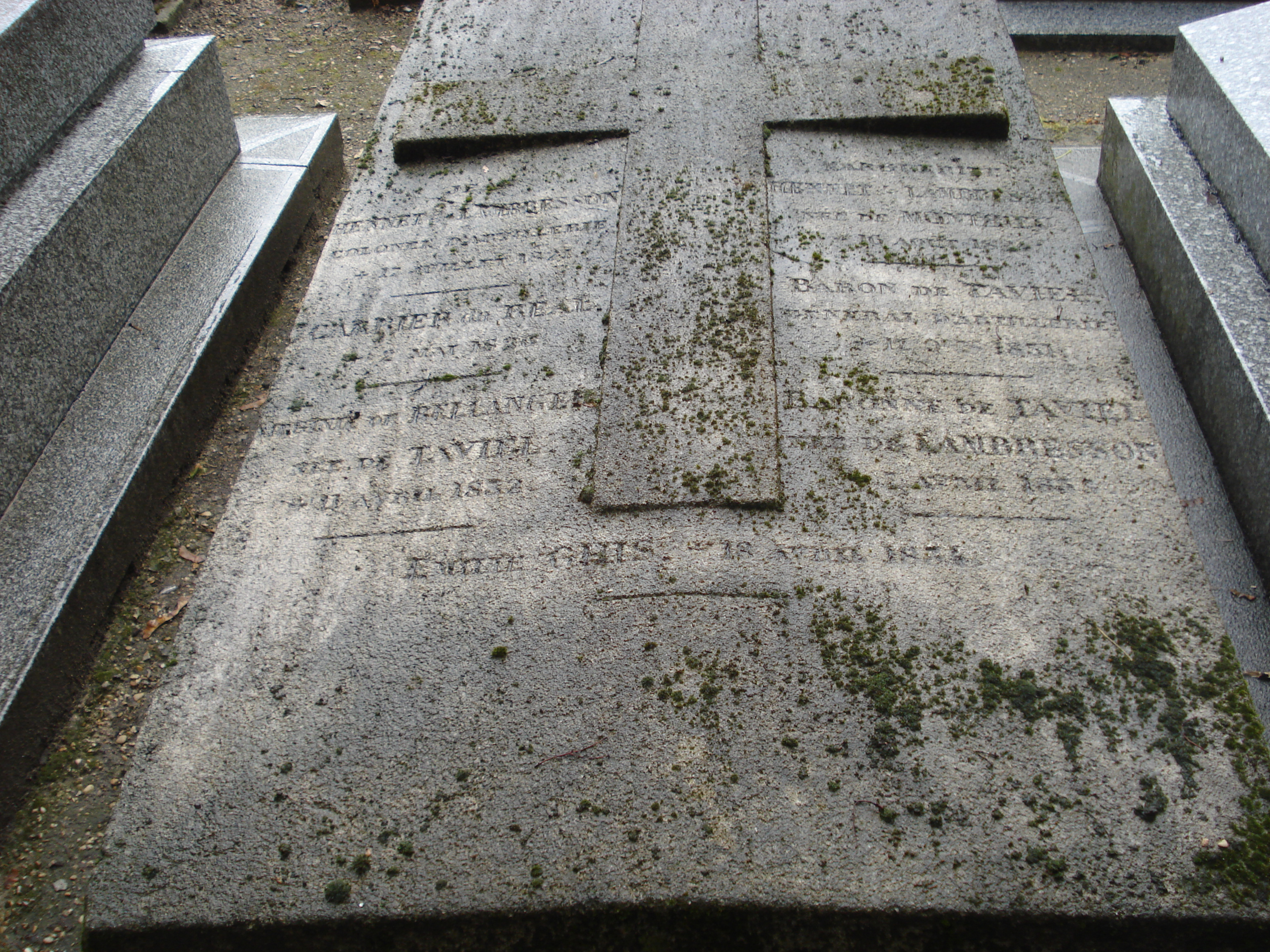
Tombe du général Taviel au cimetière Montmartre.

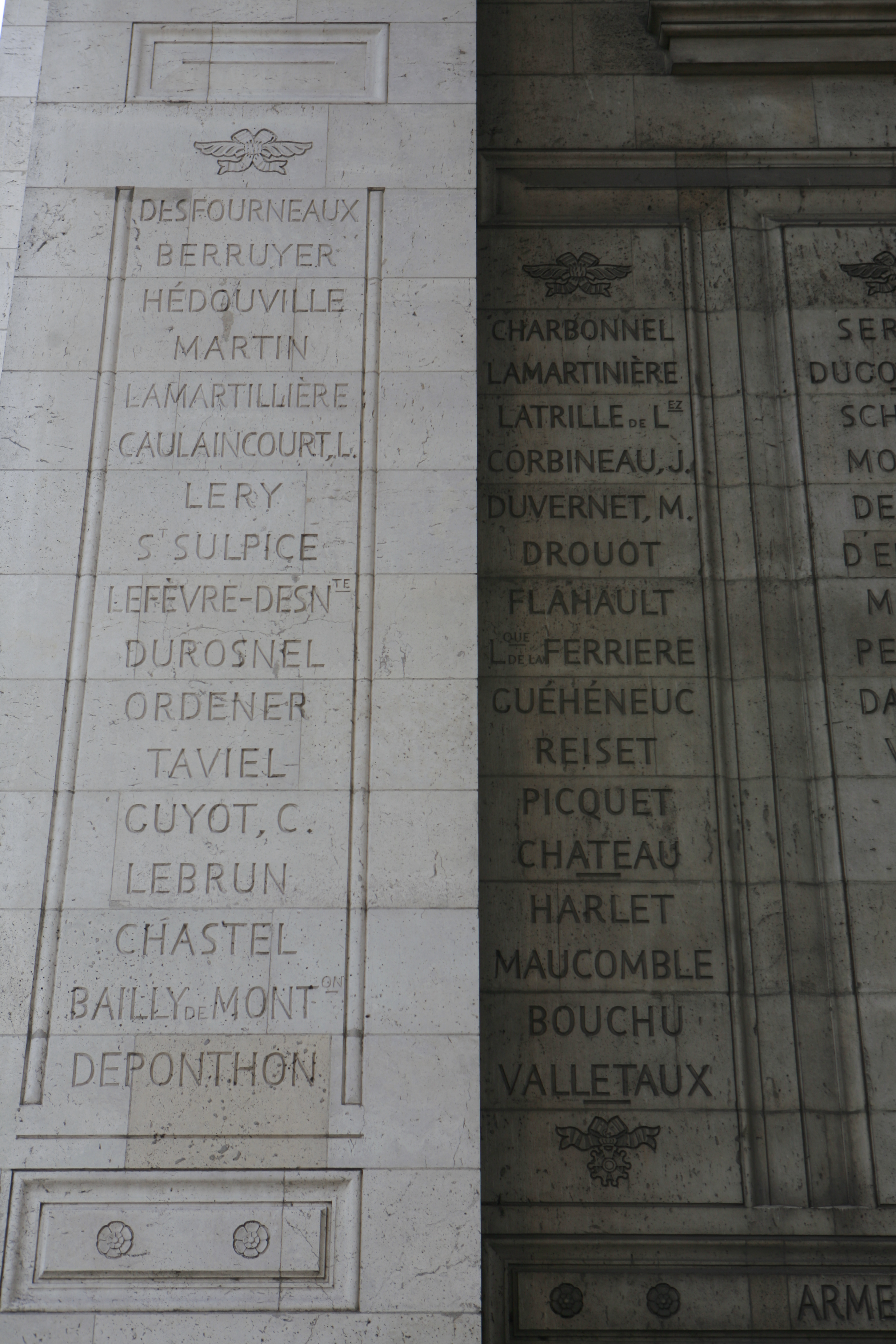
Noms gravés sous l'arc de triomphe de l'Étoile : pilier Ouest, 31e et 32e colonnes.

Il fait partie des 660 personnalités à avoir son nom gravé sous l'arc de triomphe de l'Étoile. Il apparaît sur la 31e colonne (l’Arc indique TAVIEL).

## Famille
Son aïeul côté maternel, est le général Louis-Henri Ballard d'Invilliers, lieutenant-général des armées du Roi, inspecteur général d'artillerie, mort le 19 mars 1798 à Saint-Omer.
Il est l’époux de Claire-Sophie Hennet de Lambresson, mariage le 3 février 1795, laquelle est la fille du colonel d'artillerie Jean-Thomas-Laurence Hennet de Lambresson, (né à Maubeuge le 11 septembre 1736, décédé à Paris le 17 juillet 1821) et Marguerite de Monthieu (Marguerite Carrier de Montieu) morte le 16 avril 1824. Le général Taviel a une fille, Marguerite-Gabrielle-Virginie-Adélaïde, née en 1810, victime du choléra le 12 avril 1832 à Paris, mariée à Paris le 30 mars 1830, avec Raymond-Edmond baron Doazan, fils de Jean Marie Thérèse Doazan (de) et de Jeanne-Joséphine-Adélaïde Baucheron de la Vauverte.

## Dotations
- Le 15 août 1809, donataire d’une rente de 8 000 francs en Hanovre.

## Armoiries
| Figure | Nom du baron et blasonnement |
| ------ | --- |
|        | Armes du baron Albert Louis Valentin Taviel et de l'Empire, décret du 20 décembre 1808, lettres patentes du 13 mars 1811, Grand officier de la Légion d'honneur D'azur à deux tubes de canon en sautoir d'argent, chargés d'un écusson en abîme de gueules, à trois bombes deux et une d'or : franc-quartier des barons tirés de l'armée brochant au neuvième de l'écu - Livrées : bleu, blanc, jaune, rouge. |

## Sources
- « Cote LH/2573/28 », base Léonore, ministère français de la Culture
- (en) « Generals Who Served in the French Army during the Period 1789 - 1814: Eberle to Exelmans »
- Thierry Pouliquen, « Les généraux français et étrangers ayant servis [sic] dans la Grande Armée » (consulté le 24 février 2015)
- « La noblesse d’Empire » (consulté le 24 février 2015)
- Vicomte Révérend, Armorial du premier empire, tome 4, Honoré Champion, libraire, Paris, 1897, p. 291.
- « Cote LH/2573/28 », base Léonore, ministère français de la Culture
- A. Lievyns, Jean Maurice Verdot, Pierre Bégat, Fastes de la Légion-d'honneur, biographie de tous les décorés accompagnée de l'histoire législative et réglementaire de l'ordre, Bureau de l’administration, 1844, 640 p. (lire en ligne), p. 72.
- Charles Théodore Beauvais et Vincent Parisot, Victoires, conquêtes, revers et guerres civiles des Français, depuis les Gaulois jusqu’en 1792, tome 26, C.L.F Panckoucke, janvier 1822, 414 p. (lire en ligne), p. 208.
- Georges Six, Dictionnaire biographique des généraux & amiraux français de la Révolution et de l'Empire (1792-1814) Paris : Librairie G. Saffroy, 1934, 2 vol.
- Biographie de la ville de Saint-Omer ; Hector Beaurepaire Piers ; 1835 (pages 211 à 214)
- La famille Carrier de Monthieu, biographie de Jean-Joseph de Monthieu, généalogie, Bulletin de la Diana (Montbrison) ; 2004 (pages 315 à 333)